# Keith Hopkins
Morris Keith Hopkins, (Londres, 20 juin 1934 – Londres, 8 mars 2004), est un historien et sociologue britannique. Il est professeur d’histoire ancienne à l’Université de Cambridge de 1985 à 2000.

## Biographie
Hopkins suit un parcours relativement peu conventionnel pour accéder au poste de professeur à Cambridge. Après la Brentwood School, il obtient un diplôme en lettres classiques au King's College de Cambridge en 1958, très influencé par Moses Finley, mais quitte l'université avant de terminer son doctorat pour un poste d'assistant en sociologie à l'Université de Leicester (1961-1963).
Hopkins retourne à Cambridge en tant que chercheur au King's College de Cambridge (1963-1967), tout en occupant simultanément un poste de maître de conférences à la London School of Economics, avant de passer deux ans comme professeur de sociologie à l'Université de Hong Kong (1967-1969). Après deux années supplémentaires à la LSE (1970-1972), il rejoint l'Université Brunel en tant que professeur de sociologie en 1972, et occupe également le poste de doyen de la faculté des sciences sociales de 1981 à 1985. Il est surtout connu pour son livre Conquerors and Slaves, dans lequel il soutient que les historiens de l'Antiquité n'ont pas besoin de se soumettre aux sources qu'ils étudient, mais exigent plutôt qu'elles soient interrogées et comprises dans leur contexte plus large. Sa remise en question de la méthodologie traditionaliste et son désaccord avec le traditionaliste Fergus Millar font de lui un historien antique influent du XXe siècle.
En 1985, Hopkins est élu à la chaire de Cambridge en histoire ancienne. Le récit le plus complet de sa carrière et de son importance en tant qu'historien antique se trouve dans sa nécrologie à la British Academy.

## Publications
- Conquerors and Slaves (1978)
- Death and Renewal  (1983)
- A World Full of Gods (1999)
- Rome The Cosmopolis (2002), un recueil d'essais écrits en l'honneur de Keith Hopkins
- The Colosseum (2005), co-écrit avec Mary Beard
- Sociological Studies in Roman History (2017), un recueil d'articles déjà publiés, édité par Christopher Kelly